# Point72 Asset Management
Point72 Asset Management је америчко инвестиционо предузеће са седиштем у Стамфорду, Конектикат, САД. Основана је 2014. године од стране Стивена А. Коена као друштво са ограниченом одговорношћу (д.о.о.), након трансформације из претходног хеџ фонда SAC Capital Advisors. Предузеће се бави управљањем инвестицијама, фокусирајући се на хеџ фондове и мулти-стратешке инвестиционе приступе, са присуством у неколико земаља.

## Историјат
Point72 Asset Management је основан 2014. године након што је SAC Capital Advisors, претходно вођен од стране Коена, пристао на споразум о признању кривице за прекршаје повезане са унутрашњом трговином у новембру 2013. године. Као део споразума, SAC Capital је платио казну од 1,8 милијарди долара и престао да управља спољним инвестицијама, претварајући се у породични фонд. Point72 је првобитно управљао личним капиталом Коена, али је 2018. године поново почео да прихвата спољне инвеститоре. Године 2020, компанија је прикупила скоро 12,8 милијарди долара од инвеститора, повећавајући укупну имовину под управљањем. У јануару 2025, Point72 је лансирао нови фонд фокусиран на вештачку интелигенцију, који је у року од три месеца достигао вредност од 1,5 милијарди долара.

## Делатност
Point72 Asset Management послује као мулти-стратешки хеџ фонд, користећи различите инвестиционе стратегије, укључујући квантитативне анализе и приватне кредитне инвестиције. Компанија запошљава преко 200 портфељ менаџера и фокусира се на секторе као што су технологија, финансијске услуге, здравство и плаћања. У јануару 2025, покренута је нова стратегија приватних кредита, предвођена Тодом Хиршом, бившим директором Blackstone.

## Цитати из медија
- „Point72 Asset Management, основан 2014. од стране Стивена Коена, настао је након трансформације SAC Capital Advisors након споразума о кривици 2013. године.“[3]
- „У 2024. години, Point72 је остварио принос од око 19% у свом главном фонду, надмашивши многе конкуренте на тржишту хеџ фондова.“[4]
- „Point72 Asset Management је у јануару 2025. лансирао фонд фокусиран на вештачку интелигенцију, који је у три месеца достигао вредност од 1,5 милијарди долара.“[5]